# Taku Harada
Taku Harada (原田 拓, Harada Taku) est un footballeur japonais né le 27 octobre 1982. Il évolue au poste de milieu de terrain.

## Biographie
Taku Harada commence sa carrière professionnelle au Nagoya Grampus Eight.
En 2004, il rejoint l'Oita Trinita. En 2005, il est transféré au Kawasaki Frontale. Puis en 2009, il signe un contrat en faveur du Roasso Kumamoto.

## Palmarès
- Vice-Champion du Japon en 2006 et 2008 avec le Kawasaki Frontale
- Finaliste de la Coupe de la Ligue japonaise en 2007 avec le Kawasaki Frontale